# 高秀樹
髙 秀樹（たか ひでき）は、日本の財務官僚。静岡県副知事や、財務省主計局主計官、財務省主計局司計課長兼会計センター次長、財務省北海道財務局長等を歴任した。

## 人物・経歴
北海道出身。1977年国税庁札幌国税局入局。1984年大蔵省転籍（いわゆるノンキャリア）。法政大学法学部卒、法政大学大学院修了。大蔵省主計局総務課予算総括第二係長、財務省主計局主計官補佐、渋谷税務署副署長、2009年財務省主計局総務課課長補佐、財務省大臣官房専門調査官等を歴任。2012年静岡県企画広報部理事（内陸フロンティア担当）。
2014年には難波喬司氏とともに静岡県副知事に選任され、産業成長戦略や人口減少対策を担当。2015年には難波本部長の下、静岡県中央新幹線対策本部副本部長を兼務。
2015年7月財務省主計局主計官。2016年6月財務省主計局司計課長兼会計センター次長兼主計監査官。2017年7月財務省北海道財務局長。
2018年依願退官、㈱クリーンエネルギー総合研究所代表取締役社長。2019年㈱ビックカメラ顧問、豊島ケーブルネットワーク㈱代表取締役社長。
2021年、スプラウトグループ㈱顧問、2023年㈱アドバネクス社外監査役、RSM清和監査法人公益監督委員。

## 略歴
- 1977年　東京国税局（日本橋税務署）
- 1984年　大蔵省転籍（主計局調査課）
- 1999年　科学技術振興事業団企画部 企画調査役
- 2008年　東京国税局渋谷税務署 副署長
- 2009年　財務省主計局総務課 課長補佐（主計局長室）
- 2010年　財務省大臣官房秘書課 専門調査官（事務次官室）
- 2012年　静岡県企画広報部 理事
- 2013年　静岡県知事戦略局長
- 2014年　静岡県副知事
- 2015年　財務省主計局主計官（総務課（予算総括担当））
- 2016年　財務省主計局司計課長
- 2017年　北海道財務局長
- 2018年　（株）クリーンエネルギー総合研究所 代表取締役/社長
- 2019年　豊島ケーブルネットワーク（株） 代表取締役/社長
- 2021年　スプラウトグループ（株） 顧問
- 2023年　（株）アドバネクス 社外監査役
- 2023年　RSM清和監査法人 公益監督委員[脚注の使い方]